# 圣心圣殿 (布鲁塞尔)
圣心国家圣殿（法語：Basilique Nationale du Sacré-Cœur）是比利时布鲁塞尔首都大区的一座天主教乙级宗座圣殿及堂区教堂。该教堂自巴黎圣心圣殿汲取了灵感，是献给耶穌聖心的教堂。1905年，值庆祝比利时独立75周年之际，国王利奥波德二世为这座教堂举行了奠基典礼。建造工程受到两次世界大战的耽延，直到1969年才完成。该教堂属于天主教梅赫伦-布鲁塞尔总教区，是全世界面积第6大的天主教堂。
这座教堂位于布鲁塞尔首都大区库克尔贝赫市伊丽莎白公园内库克尔山顶，俗称“库克尔贝赫圣殿”(法語： or 荷蘭語：)。这座由钢筋混凝土和砖块建成的巨大的教堂以其一对细高的双塔及高于广场89（292英尺）的绿色铜圆顶为特色，高耸于布鲁塞尔西北方的天际线上。

## 历史
19世纪中期，利奥波德一世梦想将居民居住的库克尔山的变成皇家宅邸区。在其去世后，于1880年前，利奥波德二世设想模仿巴黎先贤祠建造一座比利时先贤祠献给伟大的比利时人，以庆祝比利时独立50周年。但是由于比利时人缺乏热情，国王只得放弃该计划。1902年，国王利奥波德二世参观巴黎圣心圣殿，决定兴建一座奉献给耶稣圣心的朝圣教堂，暨一座国家朝圣堂。。

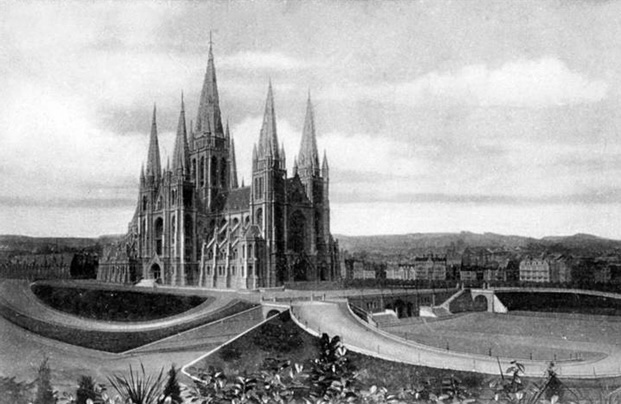
该圣殿由Pierre Langerock所设计的新哥特式计划(1905年)。

### 新哥特式圣殿(1905-1914)
勒芬的建筑师皮埃尔·朗热罗克的最初设计是一座奢华的新哥特式教堂，其灵感来自維歐勒·勒·杜克的“理想的主教座堂”。1905年10月12日，利奥波德二世在庆祝比利时独立75周年之际为这座教堂举行了奠基典礼. Soon, financing the construction of the church soon became a problem。地基刚刚完成，第一次世界大战就爆发了。在为1914年圣诞节发表的牧函中，枢机德西雷-约瑟夫·梅西耶(Désiré-Joseph Mercier)赋予了这座教堂新的意义：
|  | 一旦和平照耀我们的国家，我们将会从废墟中站起来，并且我们希望通过建造圣心国家圣殿从而提高自由和天主教的比利时的首都的高度来为此重建工作锦上添花。 |

### 新艺术式圣殿(1919-1969)
1919年6月29日，阿尔贝一世以及一大群人在库克尔贝赫山举行的一个庆典上均赞同该许诺。但是因公共财政状况，不可能重启Langerock的计划。建筑师Albert Van Huffel的计划被采用。
枢机约瑟夫-埃内斯特·范鲁伊(Jozef-Ernest van Roey)在获得了教宗庇护十一世授权后，于1935年10月14日祝圣了尚未完工的教堂。小穹顶（cupola）于1969年完工，在1970年11月11日为梅赫伦-布鲁塞尔总主教枢机莱奥·约瑟夫·苏南斯(Leo Joseph Suenens)履主教职(episcopate)25周年举行的庆典标志着该圣殿建造完工。
建筑师阿尔贝·范许弗尔(Albert Van Huffel)的最终设计在巴黎國際裝飾美術博覽會上荣获了建筑奖。

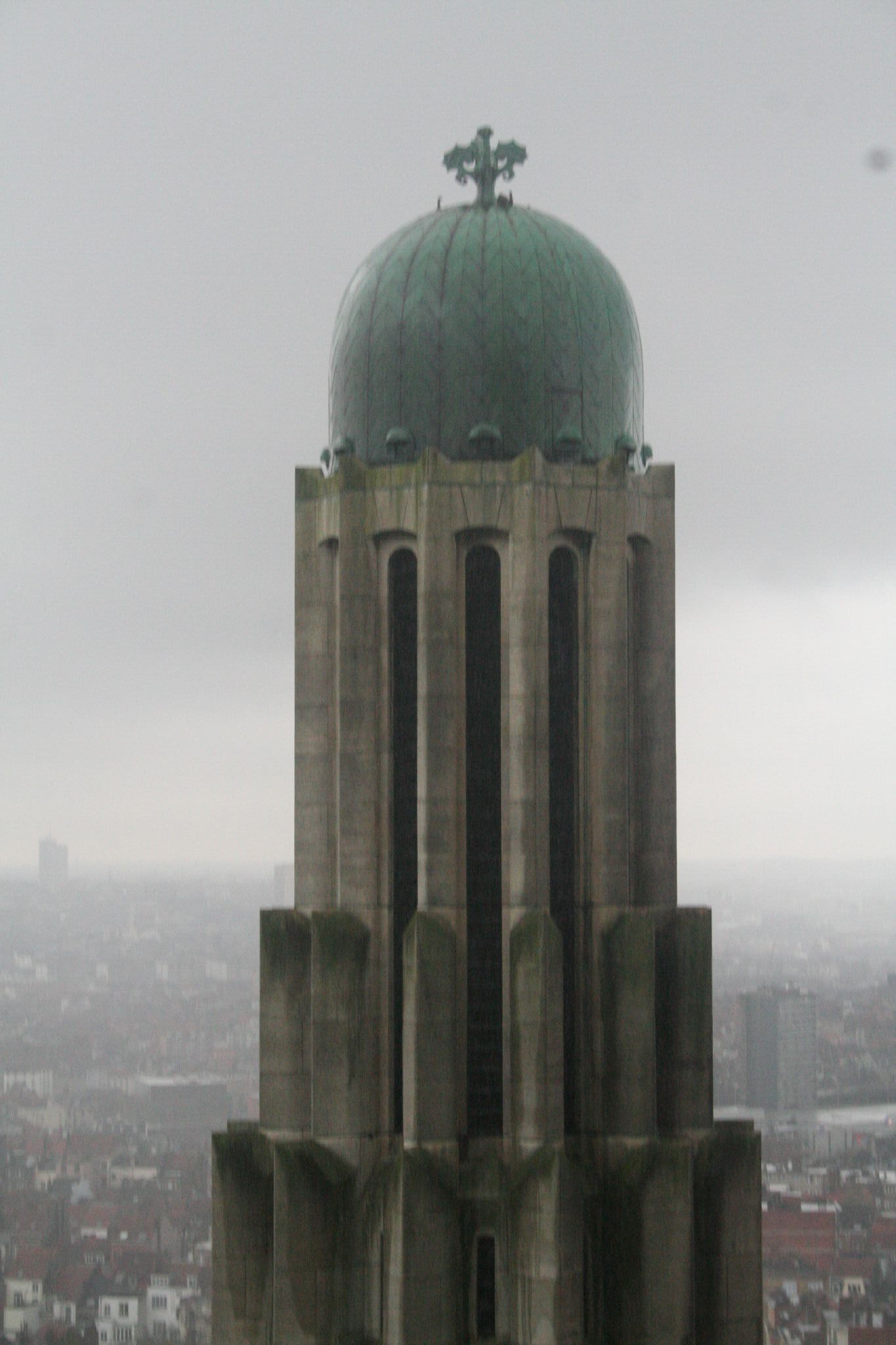
装饰艺术风格的圣殿塔顶细部

## 建筑
这座库克尔贝赫山上的教堂成了布鲁塞尔天际线上的一个地标。这是世界最大的新艺术运动风格建筑，高89米，外部长164.5米。小穹顶平台提供了绝佳的布鲁塞尔以及法蘭德斯-布拉班特省广大地区的城市环景图。中心中殿有141米长，在最宽处该建筑有107米宽。小穹顶直径33米。教堂可容2000人。
这座教堂的建筑材料使用了钢筋混凝土，兼有分层赤陶土、砖块和规格料(Dimension stone)。比利时画家安杜-卡特(Anto-Carte)绘制了8扇花窗玻璃，描绘耶稣的生平。.

## 花絮
这座著名建筑供举行天主教会庆典（以比利时两种国语——荷兰语和法语进行）使用，但也供举行会议、展览（如2007-2008年国际列奥纳多·达芬奇展），有一个餐厅，一个天主教广播电台，一个剧院，两个博物馆，它也是洞穴学(speleology)与攀岩的训练场所。